# 毛罗-罗马王国

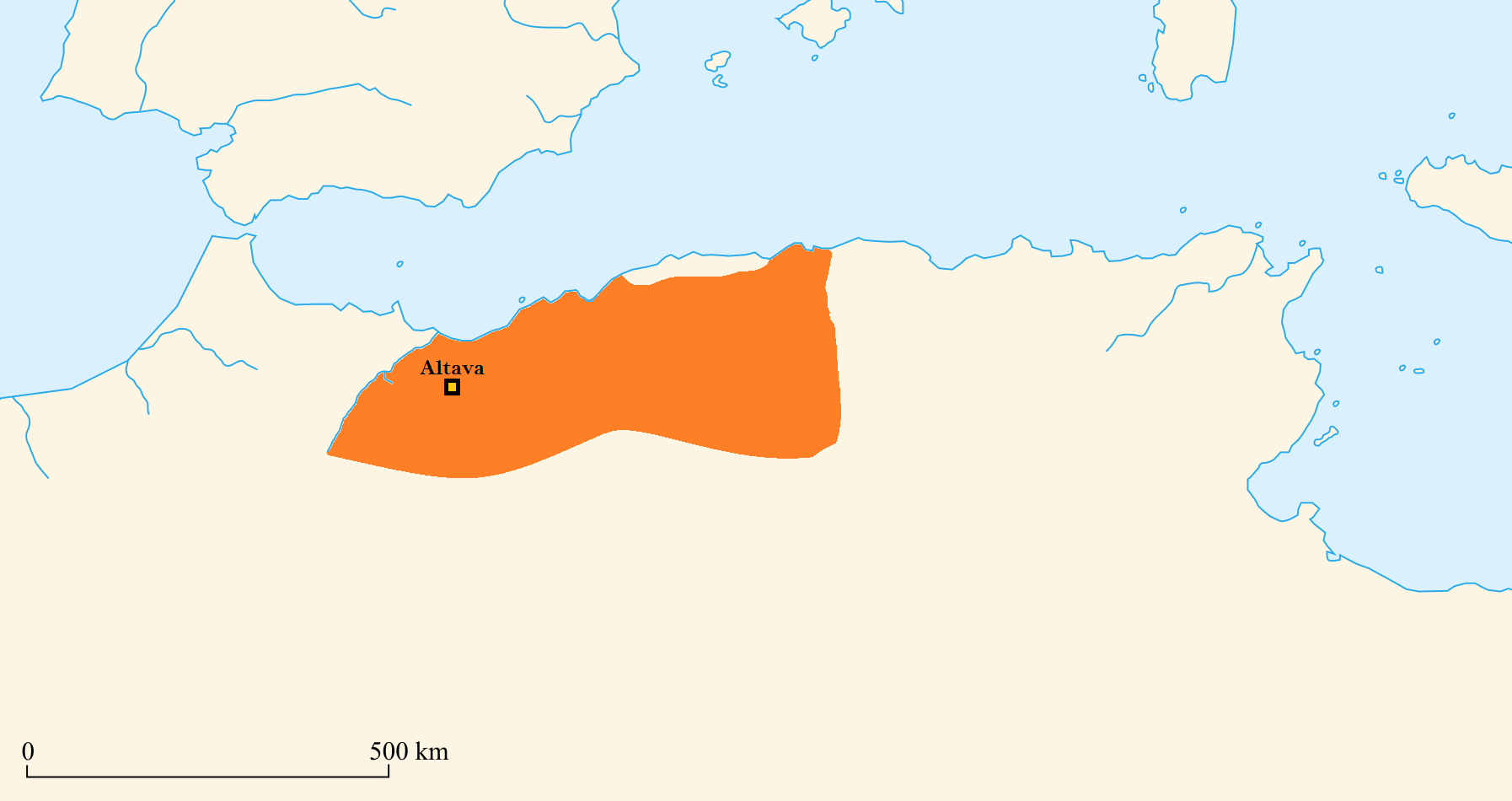
毛罗-罗马王国的大致疆域

毛罗-罗马王国（拉丁語：Regnum Maurorum et Romanorum），又称马苏纳王国，是一个基督教柏柏尔人王国，其统治中心位于阿尔塔瓦（今阿尔及利亚境内），在罗马帝国凯撒毛里塔尼亚行省大部分地区拥有统治地位。学者们对该政体究竟是追求作为一个独立王国，还是处于一种松散的部落联盟结构中，尚有争议；后者的观点基于对柏柏尔部落联盟背景的理解。
5世纪，西罗马帝国对凯撒毛里塔尼亚行省的控制逐渐削弱，帝国的资源不得不集中于保卫意大利本土，抵御日耳曼部族的入侵。此后，毛尔人和当地的罗马人开始在毛里塔尼亚省自主管理，脱离了帝国的直接统治。然而，当地的地区领袖可能并不认为自己已经被罗马人完全抛弃。
该地区的统治者与邻近汪达尔王国的汪达尔人多次发生冲突。汪达尔王国是汪达尔人征服罗马帝国阿非利加行省后建立的。该政权的创建者马苏纳在东罗马帝国发动汪达尔战争以收复北非的过程中，选择与东罗马军队结盟。汪达尔被东罗马击败后，当地的领袖继续与东罗马帝国保持盟友关系，并在与其他柏柏尔部落和王国（如奥勒斯王国）的战争中协助帝国。
不过，东罗马帝国与阿尔塔瓦政权之间的外交关系最终破裂。一位名叫加尔穆尔的军事领袖（部分历史学家认为他是马苏纳国家的继任国王）进攻了东罗马的阿非利加大区，企图夺取东罗马控制的领土。后来的阿尔塔瓦王国可能是马苏纳政权的延续。直到7—8世纪倭马亚哈里发国征服马格里布地区，这一王国及其周边政权才最终灭亡。